# Washington megye (Texas)
Washington megye az Amerikai Egyesült Államokban, azon belül Texas államban található. Megyeszékhelye és legnagyobb városa Brenham. Lakosainak száma 35 805 fő (2020. április 1.). Washington megye Brazos, Grimes, Waller, Austin, Fayette, Lee és Burleson megyékkel határos.

## Népesség
A megye népességének változása:
| Lakosok száma | 33 756 | 34 008 | 33 943 | 34 147 | 34 765 | 35 043 | 35 805 |
|               | 2010   | 2011   | 2012   | 2013   | 2015   | 2017   | 2020   |